# Acalypha alnifolia
Acalypha alnifolia är en törelväxtart som beskrevs av Jean Louis Marie Poiret. Acalypha alnifolia ingår i släktet akalyfor, och familjen törelväxter. Inga underarter finns listade i Catalogue of Life.